# Montclar de Urgel
Tradicionalmente Montclar, también conocido actualmente como Montclar de Urgel (en catalán Montclar d'Urgell), es una pedanía perteneciente al municipio de Agramunt, pueblo del norte de la comarca de Urgel, en la provincia de Lérida, España. Se encuentra separado geográficamente del resto de Agramunt y de la misma comarca de Urgel, enclavado en la comarca de la Noguera, está rodeado por los municipios de Artesa de Segre al norte y este, Preixens al sur y Foradada al oeste. El pueblo está situado encima de la sierra de Montclar que atraviesa el término municipal de este a oeste.

## Lugares de interés
- El "Castillo de Montclar": El Castillo de Montclar preside el pueblo que lleva su mismo nombre, en la comarcar de Urgel. El Castillo está edificado sobre los restos de una antigua torre del homenaje romana del siglo II. Hay constancia de la fortaleza ya como castillo desde el año 981, en ese momento pertenecía a los musulmanes. El castillo tuvo sucesivas remodelaciones y ampliaciones en el siglo XIII y en el siglo XVI. Actualmente muestra una elegante arquitectura del renacimiento catalán, que data del siglo XVI.

- La "Iglesia de San Jaime": La iglesia parroquial está dedicada a San Jaime. Construida en el siglo XVII en estilo barroco.

- La "Mina de Montclar": A 160 m de profundidad y a poca distancia del pueblo, el Canal de Urgel atraviesa la sierra con un túnel llamado la Mina de Montclar. La longitud del túnel, totalmente recto, es de 4917 m, la amplitud es de 5,15 m y la altura de 5,47 m. La mina comenzó su construcción en noviembre de 1853 y terminó en noviembre de 1861. Para facilitar el trabajo de extracción de tierra se perforaron 13 pozos desde la superficie de la sierra. Toda la obra se realizó con la fuerza de peones, presidiarios y mulas, tanto excavar como extraer la tierra y roca. Durante casi un siglo fue el túnel más largo y la obra hidráulica más importante de Europa. En ocasiones se organizan excursiones a pie por el interior de la mina.
  - La Torreta: Construida justo en la mitad de la mina, con una altura de 12 m indicaba a los obreros la dirección para construir el túnel en línea recta. En la base se puede observar el impacto de una cañonazo que recibió durante la guerra civil española.

- El ayuntamiento de Montclar: La construcción del ayuntamiento de inició en el año 1944 y se inauguró en 1949. El edificio es de piedra aprovechada de casas que fueron derribadas por consecuencia de los bombardeos que realizaron las tropas nacionales sobre la población durante la guerra civil española y que derribaron la mayor parte de las casas de la población. Desde 2007 el edificio está siendo remodelado para utilizarse como local social.

## Demografía
| 2000 | 2001 | 2002 | 2003 | 2004 | 2005 | 2006 | 2007 | 2008 |
| ---- | ---- | ---- | ---- | ---- | ---- | ---- | ---- | ---- |
| 154  | 153  | 149  | 149  | 145  | 148  | 146  | 148  | 141  |

## Festividades locales
- San Vicente, el 22 de enero
- San Jaime, el 25 de julio